# 沿沟乡
沿沟乡，是中华人民共和国山西省忻州市原平市下辖的一个乡镇级行政单位。

## 行政区划
沿沟乡下辖以下地区：
大营村、旧小营村、王董堡内村、王董堡外村、沿沟村、上王董村、兴隆寨村、上阳贾村、下阳贾村、咸阳村、黑涧村、刘家尧村、李家尧村、贺家尧村、南寨村、石槽村、麻地沟村、土屯寨村、大芳村、茹岳村、邵家寨村、南郜村、北郜村、丁家寨村、四岔尧村、班政铺村、下班政村、河头村、新小营村、李家庄村、炭峪村、墩底尧村、新庄村和尹家洼村。